# Up in the Air (livro)
Up in the Air (lançado como Nas Nuvens em Portugal, e Amor Sem Escalas, no Brasil) é um romance estado-unidense escrito por Walter Kirn, publicado, na versão original, em 2001.
Em 2009 foi feito uma adaptação cinematográfica homónima do realizador Jason Reitman.